# タイタン (ロケット)

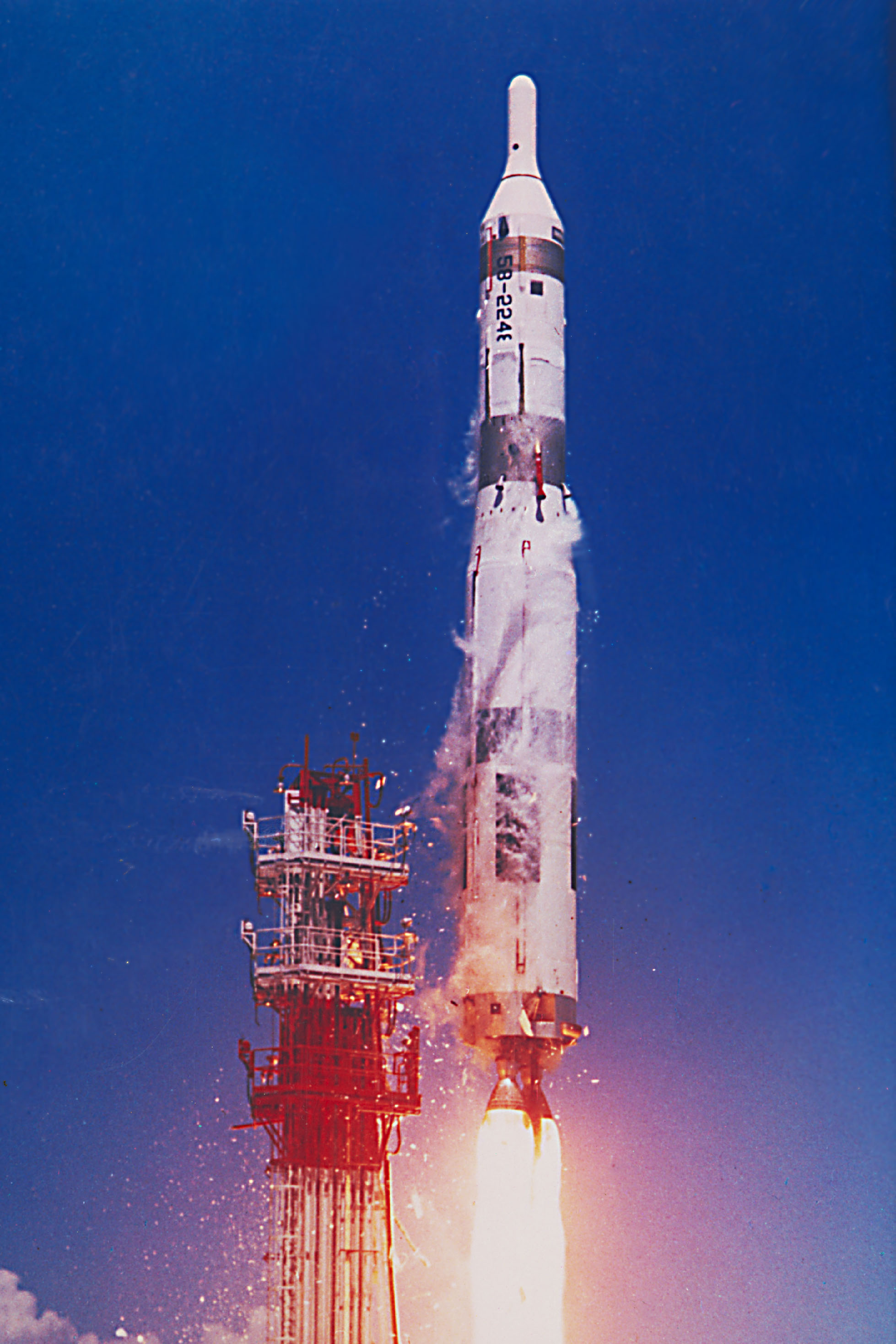
ケープ・カナベラルでテスト発射されたタイタンI

タイタン (Titan) は、アメリカ合衆国の大陸間弾道ミサイル (ICBM)、および人工衛星打ち上げロケットである。ICBMとして退役後も衛星打ち上げ用として改良が続けられ、アメリカ空軍の軍事衛星や、大型衛星の打ち上げ用として1959年から2005年まで運用された。計368機が打ち上げられ、その中には1960年代半ばのジェミニ有人宇宙船の打ち上げも含まれる。タイタンは1980年代末のアメリカの大陸間弾道ミサイルの削減まで一翼を担うだけでなく、軍用の衛星と同様に民間の衛星の打ち上げにも使用された。タイタンは同様に高い成功率で火星・木星・土星・天王星・海王星への探査機を打ち上げた。
タイタンの名前はギリシャ神話のティタンに由来する。

## タイタンI
マーティン・マリエッタ社（現在はロッキード・マーティン社）によって核弾頭を備えるICBMとして開発された。当初、先行したアトラスICBMの開発が難航したため、バックアップとしてタイタンIが1955年に開発着手された。2段式でタイタンシリーズで唯一RP-1と液体酸素を推進剤とする。1959年初飛行。1962年から運用が開始され、その後改良型のタイタンIIに置き換えられ、1965年に退役した。
第1段(LR-87-3×2基)・第2段(LR-91-3)ともケロシンと液体酸素を用いたエンジンを採用している。
- 名称: HGM-25A タイタン I
- アメリカ空軍所属の大陸間弾道ミサイル（二段式液体燃料ロケット）
- 1962年実戦配備、1965年退役
- サイロ配備(発射はエレベーターで地上に出てから）、ホットローンチ方式
- 推進剤: ケロシン、液体酸素
- 誘導方式: 電波誘導指令
- 弾頭: 1 （Mk.4再突入体(RV)にW38核弾頭（核出力 3.75 Mt））
- 全長: 29.87 m
- 発射重量: 99,790 kg
- 射程: 10,000 km
- 命中精度 1,400 m(CEP)

## タイタン II

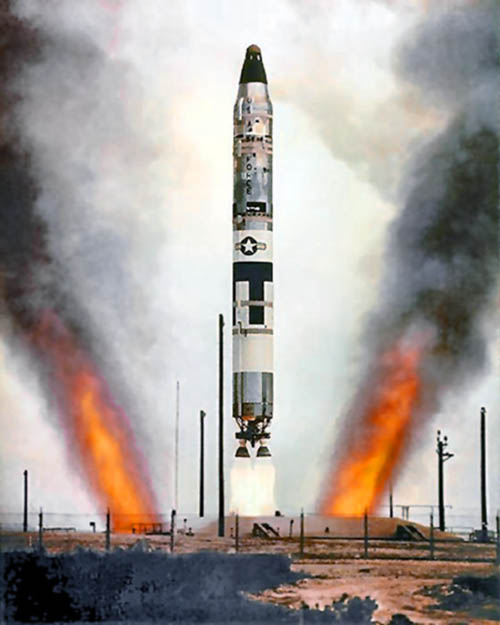
サイロから発射されるタイタンII

タイタンIを改良したICBMで、1962年初飛行。第1段（LR-87-7×2基）- 第2段（LR-91-7）ともハイパーゴリック推進剤である四酸化二窒素 (N2O4)とエアロジン-50 (A-50、UDMH/MMH)を燃料として用いたことにより即応性が向上している。タイタンシリーズでは最も多く生産され、打上げロケットとしても転用され、タイタンII GLVはNASAのジェミニ計画に用いられた。
ICBMとしてはLGM-25C タイタン IIとして1963年より部隊配備が開始、1987年まで運用された。ミサイルサイロよりホットローンチされる。二段式液体燃料ロケットであり、核弾頭1基を搭載し、射程は16,000 km。整備にはデリケートな部分があり、1980年にはアーカンソー州リトルロック空軍基地で作業員がミサイルサイロ内で落としたレンチがミサイルに当たって燃料漏れを起こし爆発、作業員1人が死亡、核出力9Mtの核弾頭が約200mも吹き飛ぶ事故が発生している。1987年にICBMとしての運用を終了。
打上げロケットのタイタンII GLVとしては、ICBM配備開始直後には転用を始めている。1964年4月にジェミニ1号（無人）の打上げに成功。引き続き、1965年1月に無人のジェミニ2号打上げに使用され、1965年3月ジェミニ3号以降は有人宇宙船の打上げに用いられた。以後計画最後のジェミニ12号まで計12回の打上げに使用され、全打上げに成功している。
最初のタイタンIIは誘導装置にマサチューセッツ工科大学のDraper研究所が原型を開発してAC Spark Plugが製造した加速度計とジャイロスコープから構成される慣性誘導装置が搭載された。ミサイル誘導コンピュータ(MGC)はIBM製のASC-15だった。後に改良されたデルコ社によるUniversal Space Guidance System (USGS)に換装された。USGSはCarousel IV IMU とMagic 352コンピュータを使用した。
1980年代末からは、複数の退役したタイタンIIが再整備のうえ、衛星打ち上げロケット（タイタン23G）として再利用されている。ヴァンデンバーグ空軍基地から13回の打上げを実施している。このロケットの最後の打ち上げは2003年10月18日に打ち上げられた防衛気象衛星計画(DMSP)の気象衛星の打ち上げである。

## タイタンIII

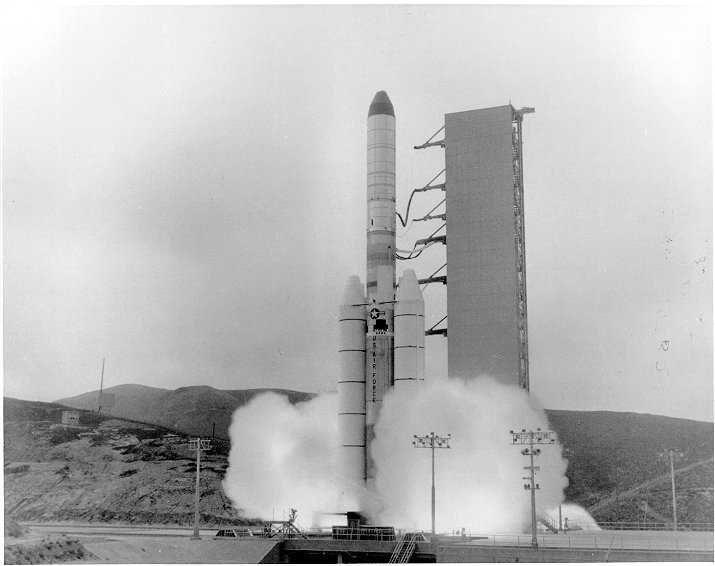
タイタンIIID

タイタンIIIはタイタンIIシリーズの拡張型であり、固体燃料補助ロケットなどの追加を行い、衛星の軌道投入能力を向上させたものである。
アメリカ空軍によってアメリカの大型軍用衛星やVela Hotel核実験監視衛星のほか、観測・偵察衛星(情報収集用)や防衛用通信衛星の打ち上げに使用することを目的として開発された。商用利用もなされている。
当初のタイタンIIIの誘導装置はタイタンIIからのAC Spark Plug社が生産した慣性誘導装置とIBMのASC-15誘導コンピュータだった。タイタンIIIのASC-15のコンピュータのドラム式記憶装置は使用できるトラックが20追加された事により記憶容量が35%増えた。
より先進的なタイタンIIIはデルコ製のCarousel VI IMUとMagic 352誘導コンピュータが使用された。
- タイタンIIIA

タイタンIIに3段目 (トランステージ,Transtage) を追加した3段式ロケット。試作機であり、1964年から1965年にかけて4回の打ち上げがヴァンデンバーグ空軍基地において行なわれた。
- タイタンIIIB（英語版）

タイタンIIIBは4つの異なる形式があり(23B,24B,33B,34B)、タイタンIIに3段目（アジェナ）を追加した3段式ロケットである。この組み合わせはKH-8 GAMBIT 3シリーズの情報収集衛星の打ち上げに使用された。全てヴァンデンバーグ空軍基地から打ち上げられ極軌道に投入された。ペイロードの最大重量は約7,500 lb (3,000 kg)である。1966年から1987年にかけて70回の打ち上げが行なわれている。
- タイタンIIIC（英語版）

タイタンIIIAの両側に2本の大型補助固体ロケットブースタ(SRB)を追加することにより打ち上げ時の推力が大幅に増えペイロードの重量が増えた。タイタンIIICの為に開発された固体燃料補助ロケットは従来の固体燃料ロケットと比較してただ単に大型で推力が大きいだけでなく、推力偏向装置を備える等、先進的な技術が盛り込まれていた。1965年から1982年にかけて36回の打ち上げがケープカナベラル空軍基地より行なわれた。
- タイタンIIID（英語版）

タイタンIIICの上段のトランステージを持たない2段式構成。主にNROによる低軌道へのキーホール9偵察衛星の打ち上げに使用された。1971年から1982年にかけて、ヴァンデンバーグ空軍基地において22回の打ち上げが行なわれた。
- タイタンIIIE（英語版）

タイタンIIに高比推力の3段目(セントール)およびSRBを追加した3段式ロケット。アメリカ航空宇宙局 (NASA) のボイジャー1号、2号の打ち上げやヴァイキング火星探査機等の探査機の打ち上げで重用された。ケープカナベラル空軍基地より7回の打ち上げが行われている。
- - 1975年 バイキング計画 バイキング1号および2号
  - 1977年 ボイジャー計画 ボイジャー1号および2号

- タイタン 34D（III4D) およびコマーシャル・タイタンIII（英語版）

3段目・4段目にIUS (Interim Upper Stage) を用いた4段式。SRB使用。軍用及び商用として1982年から1992年まで運用。
- - 1990年、Skynet4AとともにJCSAT2号を打上げ。

## タイタン IV

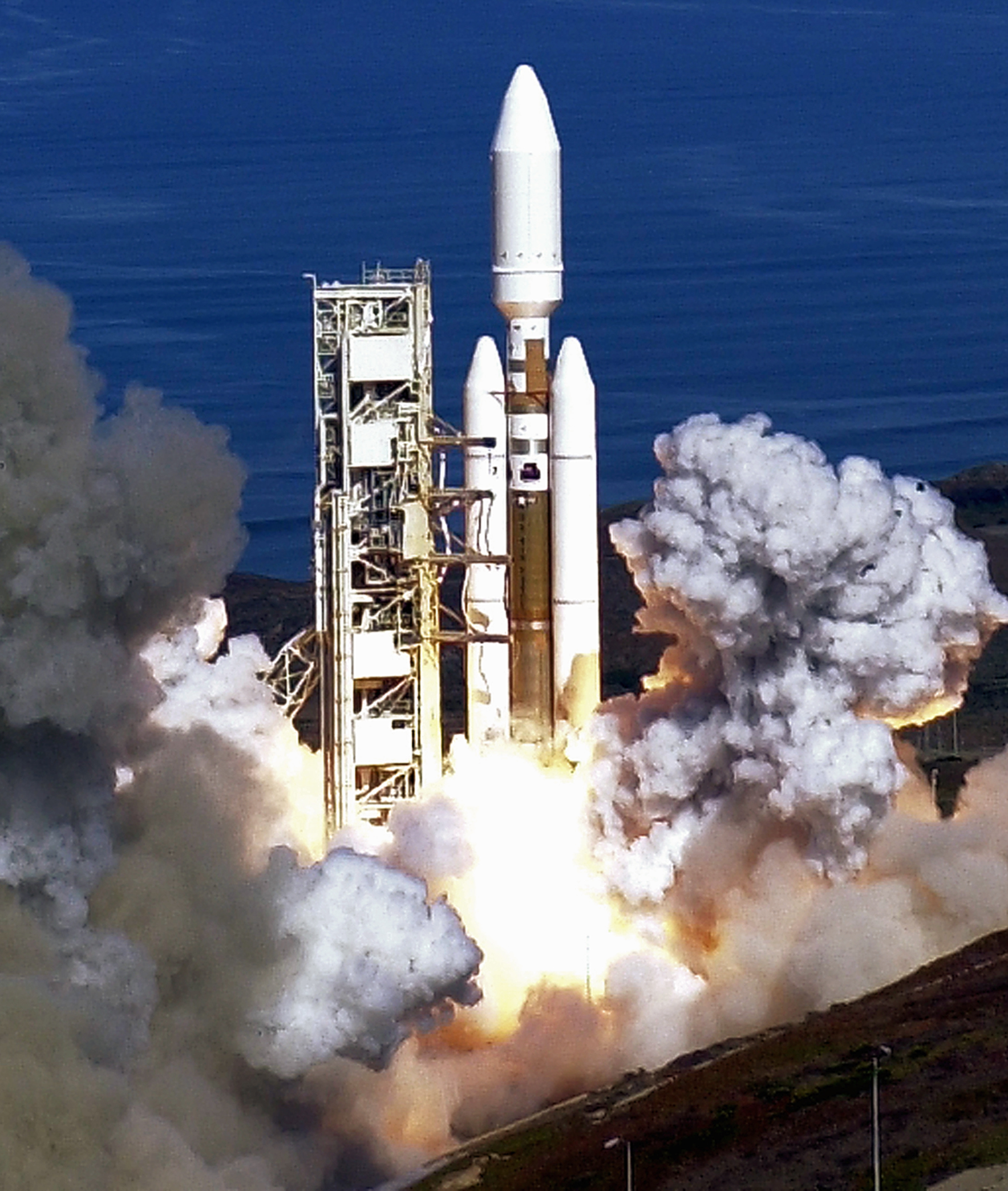
タイタンIV-Bの最後の打ち上げ(2005年10月19日バンデンバーグ空軍基地)

タイタンIVは、両側に固体燃料補助ロケットを備えた拡張型のタイタンIIIで、チャレンジャー号爆発事故後、大型衛星打ち上げ能力を維持するためアメリカ空軍が開発したもの。3段目にセントールロケットやNASAのInertial Upper Stage (IUS)を用いたり、低軌道へ投入する場合は第3段を搭載せずに打ち上げられる場合もあり、低軌道へ投入されるペイロードは17,700 kgに達する。主に軍用や情報機関の衛星の打ち上げに使用されたが、1997年のNASAとESAの共同のカッシーニ土星探査機の打ち上げのように純粋な科学探査機の打ち上げにも使用された。
1989年初飛行後、1997年までは成功率90%以上を維持したが、1998年に連続3回打上げに失敗している。2004年、ロッキード・マーティン社は高価なタイタンに代わり新設計のアトラスVの使用を決め、タイタンは2005年10月19日の偵察衛星の打ち上げを最後に引退した。
タイタンIVは、アポロ計画で使用されたサターンVが引退してからは、アメリカで使用された無人ロケットの中で最も強力なロケットであった。製造と運用が高額なので現在はタイタンIVは使用されていない。タイタンIVはアメリカ国防総省と国家偵察局が衛星打ち上げの為に運用を必要としていたが、偵察衛星そのものの長寿命化と更にソビエトが崩壊してからはアメリカにとっての安全保障上の脅威が減少し需要が先細りになった。
これらの出来事と技術の進歩により、タイタンIVで人工衛星の打ち上げに使用する場合、極軌道へ衛星を打ち上げるヴァンデンバーグ空軍基地の地上設備の運用経費を含む1回あたりの打ち上げ費用は非常に高額になった。極軌道以外の軌道へはフロリダ州のケープカナベラル空軍基地からも打ち上げられた。

## ロケットの燃料
ミサイルを格納する地下サイロのような閉鎖された空間では液体酸素の使用は危険で燃料タンクに注入された状態では長期の保管は不可能である。初期の大陸間弾道ミサイルであるいくつかのアトラスとタイタンIはサイロで爆発、破壊された。マーティン社は強化型のタイタンIIの設計において貯蔵に極低温貯蔵施設を必要とするRP-1/液体酸素の組み合わせから常温で貯蔵できる推進剤に変更した。いくつかの第1段ロケットエンジンは改造され使用された。
第2段の直径は第1段よりも大幅に増やされた。タイタンIIの自己着火性推進剤は燃料と酸化剤が接触するだけで点火するが、同時にそれらは毒性と腐食性が強い液体でもあった。燃料はエアロジン-50(ヒドラジンと非対称ジメチルヒドラジンの混合比が50/50の混合物)で、酸化剤として四酸化二窒素だった。
タイタンIIのサイロではいくつかの事故が起こり死傷者が出た。1965年8月、アーカンソー州のサーシーのミサイルサイロ内で油圧系統を使用していた作業員が53人火災で死亡した。
液体燃料のミサイルは毒性のある推進剤がもれる傾向が認められた。
1978年8月24日、サイロ内のミサイルから推進剤が漏れた事により1名が死亡した。後に他の基地で燃料が漏れたが閉鎖され死者はいなかった。
1980年9月、タイタンIIのサイロで作業員の不注意から工具を落下させたことにより、ミサイルの表面に穴が開いて推進剤が漏れ、点火して8,000 lbの核弾頭がサイロの外へ飛ばされた。数百フィート飛ばされて着地したが無害だった。この事故はタイタンIIをICBMとして使用することをやめるきっかけの一つとなった。

## タイタンの現在の状態
2005年をもって、タイタンシリーズは全て退役した。最後のケープカナベラル空軍基地からのタイタンロケットの打ち上げは2005年4月29日に成功した。ヴァンデンバーグ空軍基地からの最後の打ち上げは2005年10月19日に成功した。
タイタンは、毒性が強く扱いには細心の注意を払う必要があるヒドラジンと四酸化二窒素を使用しており、液体水素やRP-1を燃料として液体酸素を酸化剤とする高性能ロケットと比較し、遥かに高コストである。顧客であるアメリカ空軍は発展型使い捨てロケット計画(EELV)を推し進めた。それを受けて、タイタンシリーズの製造者であるロッキード・マーティン社はアトラスロケットを強化し、アトラス Vを開発すると共に、従来タイタンが担当していた中規模から大規模な重量物の打ち上げにはそれぞれ合弁事業としてロシアのプロトンロケットやボーイング社のデルタ IVを使用する事を決めた。
約20機のタイタンIIがアリゾナ州ツーソン近郊のAerospace Maintenance and Regeneration Centerで廃棄か記念碑にされる。タイタンIIの模型がカンザス州、ハッティントンの天球と宇宙館に展示される。

## 文献
- David K. Stumpf. Titan II: A History of a Cold War Missile Program. The University of Arkansas Press, 2000. Pages 63–65
- USAF Sheppard Technical Training Center. “Student Study Guide, Missile Launch/Missile Officer (LGM-25).” May 1967. Pages 61–65. Available at WikiMedia Commons: TitanII MGC.pdf
- Larson, Paul O. “Titan III Inertial Guidance System,” in AIAA Second Annual Meeting, San Francisco, 26–29 July 1965, pages 1–11.
- Liang, A.C. and Kleinbub, D.L. “Navigation of the Titan IIIC space launch vehicle using the Carousel VB IMU”. AIAA Guidance and Control Conference, Key Biscayne, FL, 20–22 August 1973. AIAA Paper No. 73-905.